# احمد حجازی
احمد حجازی (عربی: أحمد مصطفى حجازي؛ زادهٔ ۲۲ اوت ۱۹۹۴) بازیکن فوتبال اهل لبنان است.
از باشگاه‌هایی که در آن بازی کرده‌است می‌توان به باشگاه ورزشی العهد اشاره کرد.
وی همچنین در تیم ملی فوتبال لبنان بازی کرده‌است.